# Nacarina deletangi
Nacarina deletangi is een insect uit de familie van de gaasvliegen (Chrysopidae), die tot de orde netvleugeligen (Neuroptera) behoort. 
Nacarina deletangi is voor het eerst wetenschappelijk beschreven door Navás in 1920.